# 本気のしるし
『本気のしるし』（ほんきのしるし）は、星里もちるによる日本の漫画作品。『ビッグコミックスペリオール』（小学館）にて、2000年3月から2002年11月まで連載された。
2019年、名古屋テレビ放送（メ〜テレ）の制作により、森崎ウィンの主演でテレビドラマ化。同作を再編集した『本気のしるし〈劇場版〉』は、第73回カンヌ国際映画祭「Official Selection 2020」に選出された。

## あらすじ
中堅文具メーカーに勤める辻一路は、仕事は無難にこなしつつも、どこか真剣になれず、退屈な日常を過ごしていた。そんな辻は、会社の2人のOLと深い関係にあった。
ある夜、辻は、不思議な雰囲気の女性・葉山浮世の運転するレンタカーが、踏み切りで立ち往生し、他の車にぶつかってしまう現場に出くわす。警察の聴取に浮世は、運転していたのは辻だ、と答える。浮世が嘘を認めて、事件は解決した。
その後、街で浮世と偶然に再会した辻は、浮世がやばいスジからの借金を抱えていることを知る。関わりたくはない。しかし辻は、分別のない行動をとる浮世を放っておけず、浮世を追い、さらなる深みに嵌っていき、破滅への道を歩みだした。

## 登場人物
辻 一路（つじ かずみち）
ムラサメ文具店に勤務するサラリーマン。30歳、独身。仕事でも恋愛でも成り行きまかせの日常を過ごしている。細川さんとみっちゃんとの恋愛関係を同時進行中。
葉山 浮世（はやま うきよ）
辻の前に現れた謎の美女。頼み事を断れない性格から金銭や男性関係のトラブルを起こし、その場しのぎの嘘で逃げようとしてますます深みにはまることを繰り返す。
細川 尚子（ほそかわ なおこ）
辻の職場のお局様的存在。陰で辻と付き合っている。
藤谷 美奈子（ふじたに みなこ）
辻の職場の後輩。通称・みっちゃん。辻に一方的な好意を寄せている。後に辻に二股掛けをされたことを知り、復讐を決意する。
脇田 真一（わきた しんいち）
浮世に金を貸しているヤクザ。
葉山 正（はやま ただし）
浮世の夫と名乗る男。辻を逆恨みし、陥れようとする。
桑田（くわた）
浮世の教習所の友人。葉山正と浮世が知り合った当初のふたりを知る。

## テレビドラマ
名古屋テレビ放送（メ〜テレ）の制作により、2019年10月15日（14日深夜）より2019年12月17日（16日深夜）まで放送されたテレビドラマ。主演は森崎ウィン。30分枠、全10話。
228分に再編集した『本気のしるし〈劇場版〉』が2020年10月9日より全国公開された。同作は第73回カンヌ国際映画祭「Official Selection 2020」に選出された。「Official Selection 2020」は新型コロナウイルスの影響でイベントの開催を中止した同映画祭が新設した部門で、応募があった計2067本から選ばれた56本の作品が「the Cannes 2020」のラベル付きで、連携する各国の映画祭で上映される。

### キャスト
- 辻一路 - 森崎ウィン （PRIZMAX）
- 葉山浮世 - 土村芳
- 葉山 正 - 宇野祥平
- 細川尚子 - 石橋けい
- 藤谷美奈子（みっちゃん） - 福永朱梨
- 峰内大介 - 忍成修吾
- 脇田真一 - 北村有起哉
- 桑田 - 阿部純子

### 放送局
| 放送地域   | 放送局       | 放送時間                     | 放送期間         | 系列           |
| ---------- | ------------ | ---------------------------- | ---------------- | -------------- |
| 中京広域圏 | メ〜テレ     | 火曜 0:54 - 1:26（月曜深夜） | 2019年10月15日 - | テレビ朝日系列 |
| 神奈川県   | テレビ神奈川 | 水曜 23:00 - 23:30           | 2019年10月16日 - | 独立局         |

### 放送日程
| 放送回 | 放送日          | タイトル                           |
| ------ | --------------- | ---------------------------------- |
| 第1話  | 2019年 10月15日 |                                    |
| 第2話  | 10月22日        | 私、どうしちゃったんだろう？       |
| 第3話  | 10月29日        | わたし、彼ともう寝ましたから       |
| 第4話  | 11月5日         | それなりの責任を覚悟して下さい     |
| 第5話  | 11月12日        | とんでもない代償を払うことになる   |
| 第6話  | 11月19日        | 地獄を求めていたように見えましたが |
| 第7話  | 11月26日        | 俺、地獄に堕ちますかね？           |
| 第8話  | 12月3日         | 俺は何度も裏切られた、             |
| 第9話  | 12月10日        | 私がいなくても生きていける         |
| 最終話 | 12月17日        | 運命なんてないよ                   |

### スタッフ
- 原作 - 星里もちる 『本気のしるし』(小学館・ビッグコミックス刊）
- 脚本 - 三谷伸太朗
- チーフプロデューサー - 高橋孝太(メ～テレ)、太田雅人(メ～テレ)
- プロデューサー - 松岡達矢(メ～テレ)、加藤優(メ～テレ)、阿部瑶子(マウンテンゲート)
- 監督 - 深田晃司
- 撮影 - 春樹康輔
- 照明 - 大久保礼司
- 録音 - 岸川達也
- 編集 - 堀善介、初鹿紗梨
- VFX - 脇坂宝、武田貴之、金田愛子(finitto Inc.)
- MA - 北摂サウンドプロダクション
- 音楽 - 原夕輝
- 美術 - 定塚由里香
- 美術製作 - 石塚洋平
- スタイリスト - キクチハナカ
- ヘアメイク - Ryo
- スチール - 白石愛
- メイキング - 三上翔
- 車輌 - 金沢明、金田知昭、下枝祐太朗
- 助監督 - 鹿川裕史
- 制作担当 - 渡邊翔太
- 制作主任 - 村上真二
- AP - 原麻里奈
- キャスティング - 伊藤直哉
- 制作統括 - 戸山剛
- 監督助手 - 発智新太郎、十川雅司
- 撮影助手 - 太田英、布施絇子
- 照明助手 - 後藤昴生、海老澤大介
- 編集助手 - 石川貴大
- スタイリスト助手 - 福本紫織
- ヘアメイク助手 - 田中優衣
- 制作進行 - 高田良祐
- 照明応援 - 青柳淳、加藤優大、菅田貴弘
- ヘアメイク応援 - 木内香瑠
- 美術応援 - 秋友久実、伊藤勝人
- 編成 - 田中祐樹
- ライツビジネス - 蟹江秀果
- HP - 富永瞬、松本裕香
- APデスク - 建部由紀
- 撮影協力 - オンダ、アートワークスラパン、小柳不動産、小柳商会、ナフコ、デイリーヤマザキ富津岬店、ふちゅうロケーションサービス、SKIPシティ 彩の国ビジュアルプラザ
- 美術協力 - 高津美術装飾、携帯市場、保健同人社、湖池屋、MAPPLE、福樂、田中昇
- 衣装協力 - HANABISHI、ボンマックス、AINEXX、CASIO、GOLDJAPAN、HITCH HIKE MARKET、FAIRFAX、Sawa à la mode、JINS、J.FERRY、永島服飾株式会社、NAUGHTIAM、merlot、ZIP FIVE
- ヘアメイク協力 - STAR OF THE COLOR、RICE FORCE
- エキストラ協力 - エビス大黒舎、マリアクレイス、ハーモニック、カミノレアル、アップスアカデミー、東京エキストラNOTES、Yプロダクション/茨城
- 協力 - エル・エー、DEXI、ボダパカ、レントシーバー、フォトビジョンフィルム
- 制作協力 - マウンテンゲートプロダクション、小学館
- 制作著作 - メ〜テレ

### 受賞
- 第42回ヨコハマ映画祭
  - 助演男優賞（宇野祥平、『罪の声』と合わせて）[4]
  - 日本映画ベストテン 第8位[5]
- 2020年日本民間放送連盟賞 テレビドラマ種目 優秀賞[6]
- 第94回キネマ旬報ベスト・テン
  - 日本映画ベスト・テン第5位
  - 助演男優賞（宇野祥平、『罪の声』ほかと合わせて）[7]
- The Asia Contents Awards (ACA) 2021
  - Newcomer Actor（森崎ウィン）[8]